# Vô tuyến điện

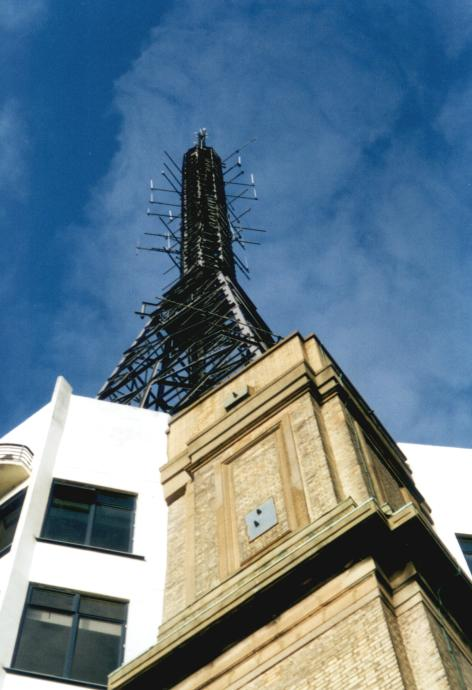
Cung điện Alexandra, đây là nơi: cột của đài phát thanh

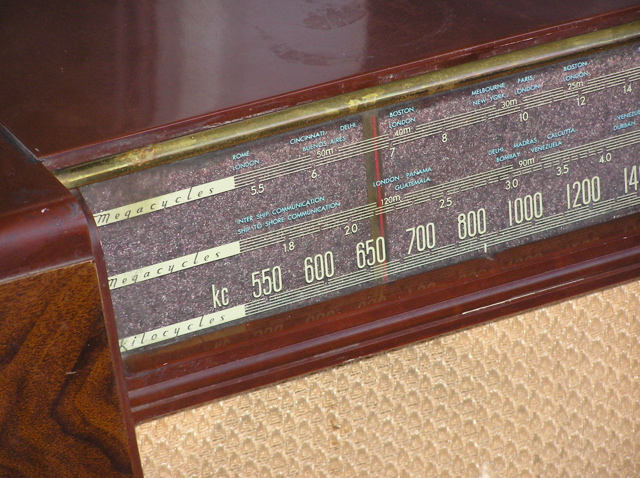
Thiết bị thu sóng vô tuyến điện cổ điển

Vô tuyến điện (tiếng Anh: Radio) là công nghệ sử dụng sóng vô tuyến để mang thông tin, chẳng hạn như âm thanh, bằng các đặc tính điều biến có hệ thống của các sóng năng lượng điện từ truyền qua không gian, chẳng hạn như biên độ, tần số, pha hoặc độ rộng xung. Khi sóng vô tuyến điện va vào một dây dẫn điện, các trường dao động tạo ra dòng điện xoay chiều trong dây dẫn. Thông tin trong các sóng có thể được trích xuất và chuyển đổi trở lại dạng ban đầu của nó.
Các hệ thống vô tuyến cần một máy phát để điều chỉnh (thay đổi) một số thuộc tính của năng lượng được tạo ra để gây ấn tượng trên tín hiệu, ví dụ sử dụng điều chế biên độ hoặc điều chế góc (có thể điều chế tần số hoặc điều biến pha). Các hệ thống vô tuyến cũng cần một ăng-ten để chuyển đổi dòng điện thành sóng vô tuyến và sóng radio thành dòng điện. Một ăng-ten có thể được sử dụng cho cả truyền và nhận. Sự cộng hưởng điện của các mạch điều chỉnh trong radio cho phép lựa chọn tần số riêng. Sóng điện từ bị chặn bởi ăng-ten thu được điều chỉnh. Một máy thu vô tuyến nhận đầu vào từ ăng-ten và chuyển đổi nó thành một dạng có thể sử dụng cho người tiêu dùng, chẳng hạn như âm thanh, hình ảnh, dữ liệu số, giá trị đo, vị trí điều hướng, vv  Tần số vô tuyến chiếm khoảng từ 3 kHz đến 300 GHz, mặc dù việc sử dụng radio quan trọng về mặt thương mại chỉ là một phần nhỏ của phổ này.
Hệ thống thông tin vô tuyến yêu cầu một máy phát và bộ thu, mỗi ăng-ten và thiết bị đầu cuối thích hợp như micrô tại bộ phát và loa ở bộ thu trong trường hợp hệ thống liên lạc bằng giọng nói.